# Vad gör alla superokända människor hela dagarna?
Vad gör alla superokända människor hela dagarna? är en novellsamling av Fredrik Lindström. Novellerna handlar om "vanliga människors" tankar och problem, exempelvis en kvinna som tänker på andra män när hon har sex med sin man och om ett par som väntar på den sommarens sista dag. Vad gör alla superokända människor hela dagarna? är även titeln på en av novellerna i boken.